# Fußball-Hessenliga (Frauen)
Die Hessenliga ist die höchste Spielklasse auf dem Gebiet des Hessischen Fußball-Verbandes. Seit der Wiedereinführung der Regionalliga Süd zur Saison 2007/08 ist die Hessenliga die vierthöchste Liga im deutschen Ligensystem der Frauen. Zuvor stellte die Liga auch nach Gründung der 2. Frauen-Bundesliga 2004 zunächst die dritthöchste Spielklasse dar. Von 1985 bis 2008 wurde sie als Oberliga Hessen bezeichnet.
Die Liga besteht in der Regel aus 12 Mannschaften, die jeweils in einem Heim- und Auswärtsspiel – aufgeteilt auf eine Hin- und Rückrunde – gegeneinander spielen. Der Meister steigt in die Regionalliga Süd auf; zwei Mannschaften steigen in die Verbandsliga ab. 

## Teilnehmer der Saison 2025/26
An der aktuellen Saison nehmen folgende Mannschaften teil:
- SG Bornheim Grün-Weiss
- SC Dortelweil
- SG Egelsbach
- SG Barockstadt Fulda-Lehnerz
- TuS Großenenglis
- KSV Hessen Kassel II
- TSV Klein-Linden
- TSG Lütter
- Sportfreunde Blau-Gelb Marburg
- TSV Pilgerzell
- FC Viktoria Schaafheim
- MFFC Wiesbaden

## Meister
Die folgenden Auflistungen enthalten alle Meister seit der erstmaligen Austragung zur Saison 1979/80. Die Saisons 2019/20 und 2020/21 wurden aufgrund der COVID-19-Pandemie vorzeitig abgebrochen und der Staffelsieger durch die Quotientenregel bestimmt.

### Liste der Meister

#### Vor der Hessenliga
- 1974/75: NSG Oberst Schiel
- 1975/76: TSV Battenberg
- 1976/77: NSG Oberst Schiel
- 1977/78: Kickers Offenbach
- 1978/79: TSV Battenberg

#### Höchste Spielklasse (I)
- 1979/80: FSV Frankfurt
- 1980/81: FSV Frankfurt
- 1981/82: FSV Frankfurt
- 1982/83: FSV Frankfurt
- 1983/84: FSV Frankfurt
- 1984/85: FSV Frankfurt
- 1985/86: FSV Frankfurt
- 1986/87: FSV Frankfurt
- 1987/88: FSV Frankfurt
- 1988/89: FSV Frankfurt
- 1989/90: FSV Frankfurt

#### Zweithöchste Spielklasse (II)
- 1990/91: TSV Münchhausen
- 1991/92: TSV Battenberg
- 1992/93: TSG Wölfersheim
- 1993/94: FSV Schwarzbach
- 1994/95: DFC Allendorf/Eder
- 1995/96: FSV Schwarzbach
- 1996/97: TSV Jahn Calden
- 1997/98: TSV Jahn Calden
- 1998/99: SKV Beienheim
- 1999/2000: TSV Jahn Calden

#### Dritthöchste Spielklasse (III)
- 2000/01: SKV Beienheim
- 2001/02: TSV Jahn Calden
- 2002/03: TSV Jahn Calden
- 2003/04: RSV Germania Pfungstadt
- 2004/05: TGM SV Jügesheim
- 2005/06: TGM SV Jügesheim
- 2006/07: TGM SV Jügesheim

#### Vierthöchste Spielklasse (IV)
- 2007/08: RSV Roßdorf
- 2008/09: Germania Wiesbaden
- 2009/10: VfR 07 Limburg
- 2010/11: Eintracht Wetzlar
- 2011/12: Eintracht Frankfurt
- 2012/13: SV Gläserzell
- 2013/14: 1. FFC Frankfurt III
- 2014/15: SV Gläserzell
- 2015/16: FSV Hessen Wetzlar II
- 2016/17: Eintracht Frankfurt
- 2017/18: TSV Jahn Calden
- 2018/19: TSG Neu-Isenburg
- 2019/20: Kickers Offenbach
- 2020/21: kein Staffelsieger
- 2021/22: SC Opel Rüsselsheim
- 2022/23: SC Dortelweil
- 2023/24: TSG Lütter
- 2024/25: SG Haitz

### Rekordsieger
| Platz | Verein                  | Titel | Jahre                                                            |
| ----- | ----------------------- | ----- | ---------------------------------------------------------------- |
| 1.    | FSV Frankfurt           | 11    | 1980, 1981, 1982, 1983, 1984, 1985, 1986, 1987, 1988, 1989, 1990 |
| 2.    | TSV Jahn Calden         | 06    | 1997, 1998, 2000, 2002, 2003, 2018                               |
| 3.    | TSV Battenberg          | 03    | 1976, 1979, 1992                                                 |
| 3.    | TGM SV Jügesheim        | 03    | 2005, 2006, 2007                                                 |
| 5.    | NSG Oberst Schiel       | 02    | 1975, 1977                                                       |
| 5.    | Kickers Offenbach       | 02    | 1978, 2020                                                       |
| 5.    | FSV Schwarzbach         | 02    | 1994, 1996                                                       |
| 5.    | SKV Beienheim           | 02    | 1999, 2001                                                       |
| 5.    | Eintracht Frankfurt     | 02    | 2012, 2017                                                       |
| 5.    | SV Gläserzell           | 02    | 2013, 2015                                                       |
| 11.   | TSV Münchhausen         | 01    | 1991                                                             |
| 11.   | TSG Wölfersheim         | 01    | 1993                                                             |
| 11.   | DFC Allendorf/Eder      | 01    | 1995                                                             |
| 11.   | RSV Germania Pfungstadt | 01    | 2004                                                             |
| 11.   | RSV Roßdorf             | 01    | 2008                                                             |
| 11.   | Germania Wiesbaden      | 01    | 2009                                                             |
| 11.   | VfR 07 Limburg          | 01    | 2010                                                             |
| 11.   | Eintracht Wetzlar       | 01    | 2011                                                             |
| 11.   | 1. FFC Frankfurt        | 01    | 2014 (b)                                                         |
| 11.   | FSV Hessen Wetzlar      | 01    | 2016 (a)                                                         |
| 11.   | TSG Neu-Isenburg        | 01    | 2019                                                             |
| 11.   | SC Opel Rüsselsheim     | 01    | 2022                                                             |
| 11.   | SC Dortelweil           | 01    | 2023                                                             |
| 11.   | TSG Lütter              | 01    | 2024                                                             |
| 11.   | SG Haitz                | 01    | 2025                                                             |